# Balé Mulato: Ao Vivo
Balé Mulato: Ao Vivo é o quarto álbum ao vivo e o terceiro de vídeo da artista musical brasileira Daniela Mercury, lançado em 21 de novembro de 2006 pela EMI.

## Informação
As canções presentes no álbum, com exceção das duas últimas que foram gravadas em estúdio, foram extraídas de um show da turnê Balé Mulato gravado no dia 17 de setembro de 2006 no Farol da Barra, em Salvador. A apresentação gratuita, dirigida por Lírio Ferreira, fez parte das comemorações dos 60 anos do Sesc.
Em agosto de 2007, Balé Mulato: Ao Vivo foi indicado ao prêmio Grammy Latino na categoria de melhor álbum de música regional ou de raízes brasileiras. No dia 8 de novembro, foi nomeado o vencedor, o primeiro da cantora após quatro indicações.

## Faixas
| CD             |                                                          |                                      |         |  |
| N.º            | Título                                                   | Compositor(es)                       | Duração |  |
| 1.             | "Levada Brasileira"                                      | Pierre Onassis, Edilson              | 3:30    |  |
| 2.             | "Olha o Gandhi Aí"                                       | Tonho Matéria, Jô Vieira             | 3:47    |  |
| 3.             | "Baianidade Nagô"                                        | Evandro Rodrigues                    | 3:31    |  |
| 4.             | "Prefixo de Verão"                                       | Beto Silva                           | 2:37    |  |
| 5.             | "Toneladas de Amor" (com Márcio Mello)                   | Márcio Mello                         | 4:04    |  |
| 6.             | "Topo do Mundo"                                          | Gigi, Jauperi                        | 3:11    |  |
| 7.             | "Dia Branco"                                             | Geraldo Azevedo, Renato Rocha        |         |  |
| 8.             | "Não Chores Mais (No Woman, No Cry)"                     | Vincent Ford / Versão: Gilberto Gil  | 6:58    |  |
| 9.             | "Amor de Ninguém (O Amor)"                               | Jorge Papapá                         | 3:50    |  |
| 10.            | "Ilê Ayê (Que Bloco é Esse)"                             | Paulinho Camafeu                     | 6:29    |  |
| 11.            | "Água do Céu" (com Gilmelândia)                          | Daniela Mercury, Jorge Zarath        | 3:39    |  |
| 12.            | "Maimbê Dandá" (contém elementos de "O Canto da Cidade") | Carlinhos Brown                      | 6:24    |  |
| 13.            | "Quero a Felicidade" (com Jammil e Uma Noites)           | Daniela Mercury, Manno Góes          | 3:27    |  |
| 14.            | "Essa Ternura (A Certain Softness)"                      | Paul McCartney / Versão: César Lemos | 3:29    |  |
| Duração total: | Duração total:                                           | Duração total:                       | 59:07   |  |

| DVD |                                                          |                                                |         |  |
| N.º | Título                                                   | Compositor(es)                                 | Duração |  |
| 1.  | "Aquarela do Brasil (Abertura)"                          | Ary Barroso                                    | 2:44    |  |
| 2.  | "Levada Brasileira"                                      | Pierre Onassis, Edilson                        | 3:17    |  |
| 3.  | "Meu Pai Oxalá"                                          | Vinícius de Morais, Toquinho                   | 3:17    |  |
| 4.  | "Olha o Gandhi Aí"                                       | Tonho Matéria, Jô Vieira                       | 3:51    |  |
| 5.  | "Nobre Vagabundo"                                        | Márcio Mello                                   | 7:19    |  |
| 6.  | "Baianidade Nagô"                                        | Evandro Rodrigues                              | 3:31    |  |
| 7.  | "Prefixo de Verão"                                       | Beto Silva                                     | 2:37    |  |
| 8.  | "Só no Balanço do Mar"                                   | Lenine, Dudu Falcão                            | 4:00    |  |
| 9.  | "Feijão de Corda"                                        | Ramon Cruz                                     | 3:50    |  |
| 10. | "Toneladas de Amor" (com Márcio Mello)                   | Márcio Mello                                   | 4:28    |  |
| 11. | "Topo do Mundo"                                          | Gigi, Jauperi                                  | 3:36    |  |
| 12. | "Pensar em Você"                                         | Chico César                                    | 3:37    |  |
| 13. | "Dia Branco"                                             | Geraldo Azevedo, Renato Rocha                  | 4:11    |  |
| 14. | "Amor de Ninguém (O Amor)"                               | Jorge Papapá                                   | 4:01    |  |
| 15. | "Você Não Entende Nada"                                  | Caetano Veloso                                 | 5:07    |  |
| 16. | "Ciranda das Panelas" (Instrumental)                     | Daniela Mercury, Antrifo Sanches, Osvaldo Rosa | 3:16    |  |
| 17. | "Ilê Ayê (Que Bloco é Esse)"                             | Paulinho Camafeu                               | 6:31    |  |
| 18. | "Dona Canô"                                              | Banda Didá e Mariene de Castro                 | 5:26    |  |
| 19. | "Balé Popular" (com Banda Didá)                          | Pierre Onassis, Edilson                        | 4:30    |  |
| 20. | "Não Chores Mais (No Woman, No Cry)"                     | Vincent Ford / Versão: Gilberto Gil            | 7:10    |  |
| 21. | "Ilê Pérola Negra (O Canto do Negro)"                    | Miltão, Guiguio, René Veneno                   | 5:39    |  |
| 22. | "Água do Céu" (com Gilmelândia)                          | Daniela Mercury, Jorge Zarath                  | 3:48    |  |
| 23. | "Maimbê Dandá" (contém elementos de "O Canto da Cidade") | Carlinhos Brown                                | 6:24    |  |

## Músicos participantes
- Zito Moura: teclados e direção musical
- Cesário Leony: baixo
- Alexandre Vargas e Gerson Silva: guitarras e violões
- Ramon Cruz: bateria e vocais
- Cacau Alves, Ênio Taquari, Emerson Taquari e Rudson Daniel: percussão
- Gil Alves, Aninha Oliveira e Joelma Silva: vocais